# Langpootroofvlieg
De langpootroofvlieg (Molobratia teutonus) is een vliegensoort uit de familie van de roofvliegen (Asilidae). De wetenschappelijke naam van de soort is voor het eerst geldig gepubliceerd in 1767 door Linné.